# Горња Меминска
Горња Меминска је насеље у општини Мајур, Банија, Република Хрватска.

## Историја
Насеље је до 1995. било у саставу некадашње општине Костајница. Горња Меминска се од распада Југославије до августа 1995. године налазила у Републици Српској Крајини.

## Становништво
| Националност       | 1991. | 1981. | 1971. | 1961. |
| Срби               | 77    | 86    | 115   | 124   |
| Југословени        | 3     | 7     |       |       |
| Хрвати             | 3     | 5     | 1     | 1     |
| остали и непознато | 3     | 2     |       | 2     |
| Укупно             | 86    | 100   | 116   | 127   |

| Демографија | Демографија | Демографија |
| Година      | Становника  | Становника  |
| ----------- | ----------- | ----------- |
| 1961.       | 127         |             |
| 1971.       | 116         |             |
| 1981.       | 100         |             |
| 1991.       | 86          |             |
| 2001.       | 13          |             |
| 2011.       |             | 17          |